# Nemesia valenciae
Nemesia valenciae is een spinnensoort in de taxonomische indeling van de bruine klapdeurspinnen (Nemesiidae).
Nemesia valenciae werd in 1955 beschreven door Kraus.